# 福州东岳庙
福州东岳庙，俗稱泰山廟，是位於中國福建省福州市晉安區岳峰鎮的一座东岳庙，在福州第十中學旁。
福州东岳庙主供东岳大帝，為福建「鬼王之宮」，其始建於後唐長興年間。933年（長興四年）閩王王延鈞稱帝，改國號為大閩，立五廟，封高蓋山為西岳、霍童山為东岳。王延鈞原本計劃去霍童山封禪，但路途遙遠，便改封長樂山（今东岳岭），建泰山廟以便封禪。947年（保大五年），閩國為吳越國所滅，此廟的祭祀開始興盛。北宋大中祥符年間，廟制得到擴大。之後歷代重修擴建，1391年（洪武二十四年），被列為福州的大寺廟之一。福建為泰山信仰的重要地區，而福州东岳庙則是福建省各地东岳庙的祖殿，福建、台灣等多個东岳庙都是由此廟分爐出去的，與泰山的岱廟無關。1574年（萬曆二年）重修。清朝時期，按照皇宮的結構進行大規模修葺，共建有东华宫（玄妙观）、九华宫（能仁寺）、内寝宫（娘娘宫）、天后宫、三宝殿、三清殿、森罗殿、十王殿、大士殿、五司公馆、五府六部公馆、文昌阁、魁星楼、冠御楼、存经库（御书房）、城府、慈善社、迎辉院、东山书院等大小殿堂108间，殿為重檐九脊頂，地設丹墀，規模宏大，為當時福州最大的道教建築群。後年久失修，廟宇圮廢。昔日每年農曆三月底东岳大帝誕辰，福州东岳庙要舉行「迎泰山」的遊神活動。三月廿四擡著泰山神像在福州城內主要街道上遊神；翌日出南門，巡幸南郊；三月廿八誕辰時，家家戶戶向其奉獻祭品。19世紀美國傳教士盧公明在其著作《中國人的社會生活》（Social Life of the Chinese）中描繪了當時的盛況。這曾是福州城規模最大的一個遊神活動，然而在文革之後被禁止。
1946年，东岳庙被改建為閩侯師範學校。1952年，該校搬遷到荊溪。1954年福州第十中學自城內學院遷至此處。东岳庙之地被徵用後，血池殿成了岳峰粮站，主殿被拆除，廟內的建築先後大部份遭到破壞和拆除。至1989年年底時，东岳庙遺址僅存娘娘宮、血池殿兩座殿堂，以及古井一口、明代種植的荔枝樹兩株。1992年，在周邊信眾的努力下，岳峰粮站搬離，血池殿重新維修，改造成东岳庙。現僅存的娘娘宫、血池殿兩座殿宇總建築面積為370平方米。1992年11月，东岳庙殿堂被列為福州市文物保護單位。

## 備註
1. ↑  在福州，「迎泰山」亦可以指九案泰山或林浦泰山宮的遊神活動，其祭祀的神祇不同。